# خوان دل گرانادو
خوان فرناندو دل گرانادو (اسپانیایی: Juan Fernando del Granado‎؛ زادهٔ ۱۹۵۳) حقوقدان حامی حقوق بشر، و سیاستمدار حقوق بشر در بولیوی، شهردار لاپاز (۲۰۰۰–۲۰۱۰) و بنیانگذار جنبش بدون ترس (Movimiento Sin Miedo, MSM)، یک حزب سیاسی پیشرفته است.
وی در ۱۱ نوامبر ۲۰۱۳، رسماً نامزدی خود را برای رئیس‌جمهور بولیوی برای انتخابات ۲۰۱۴ اعلام کرده بود. او به عنوان جان بی‌باک معروف است به عنوان یک دادستان، دل گرانادو آشکارا در تعقیب قضایی نترس بود و تهدیدهای دائمی مرگ را نادیده می‌گرفت. او یکی از بستگان شاعر بولیوی خاویر دل گرانادو است. همسر وی، میریام مارسل، به عنوان نماینده MSM در مجمع قانونگذاری خدمت می‌کند.

## زندگی‌نامه
خوان دل گرانادو در دانشگاه سن دی آندرس (UMSA) در لاپاز، تحصیل و مدرک قانونی دریافت کرد. او به عنوان یک دانشجوی حقوق، یکی از بنیانگذاران جنبش چپ انقلابی (بولیوی)(MIR) بود. او به کمیته UMSA متکی بود و از استقلال دانشگاه‌ها طی دیکتاتوری وحشیانه سرهنگ هوگو بانزر دفاع کرد. با وجود جو سرکوب شدید سیاسی، او تحصیلات خود را به پایان رساند و در سال ۱۹۷۵ مدرک دکترای خود را دریافت کرد.
او به فعالیت‌های سیاسی خود در وزیرستان شمالی ادامه داد که در آن از سال ۱۹۷۵ تا ۱۹۷۶ به عنوان خبرنگار رادیو La Voz دل Minero فعالیت می‌کرد همچنین به عنوان مشاور حقوقی اتحادیه‌های معدنی قرن بیستم خدمت می‌کرد.
در سال ۱۹۹۳ دل گرانادو به عنوان نماینده مجلس، به عنوان رئیس کمیته حقوق بشر خدمت کرد و در آنجا صدای خستگی‌ناپذیر دفاع از حقوق بشر بود. او همچنین در کمیته قانون اساسی خدمت کرد.
خوان دل گرانادو چندین کتاب، تحلیل و گزارش در مورد شفافیت دولت منتشر کرده‌است و چندین جایزه از مؤسسات حقوق بشر و جامعه مدنی دریافت کرده‌است. در سال ۱۹۹۹، او جنبش بدون ترس را تأسیس کرد همچنین او به عنوان شهردار، حامی خستگی‌ناپذیر ضد فساد در برابر دولت بود و با فساد مبارزه کرد. او همچنین پروژه‌های بزرگی را در شهر اجرا کرد. در سال ۲۰۰۴ او مجدد انتخاب شد و طرفدارانش شش کرسی از یازده کرسی شورای شهر را به دست آوردند.